# Вальдбредимю
Вальдбредимю (люкс. Waldbriedemes, фр. Waldbredimus) — коммуна в Люксембурге, располагается в округе Гревенмахер. Коммуна Вальдбредимю является частью кантона Ремих. В коммуне находится одноимённый населённый пункт.
Население составляет 954 человек (на 2008 год), в коммуне располагаются 404 домашних хозяйств. Занимает площадь 12,57 км² (по занимаемой площади 95 место из 116 коммун). Наивысшая точка коммуны над уровнем моря составляет 359 м. (89 место из 116 коммун), наименьшая 170 м. (16 место из 116 коммун).